# دييغو بينيتيز
دييغو بينيتيز (بالإسبانية: Diego Benítez)‏ هو لاعب كرة قدم ومدرب كرة قدم باراغواياني، ولد في 18 فبراير 1991. لعب مع Club Sportivo Carapeguá ‏.

## وصلات خارجية
- دييغو بينيتيز على موقع قاعدة بيانات كرة القدم.إي يو (الإنجليزية)
- دييغو بينيتيز على موقع Soccerway.com (الإنجليزية)